# トマス・キッドシリーズ
『トマス・キッド・シリーズ』（Thomas Kydd series）は、ジュリアン・ストックウィン（1944年 - ）著の、トマス・ペイン・キッドを主人公とした海洋冒険小説のシリーズ。日本ではハヤカワ文庫より「海の覇者 トマス・キッド」として出版されている。翻訳は大森洋子。

## 概要
『ホーンブロワーシリーズ』や『オーブリー&マチュリンシリーズ』などと同じく、舞台はナポレオン戦争期のイギリス海軍をベースに創作されているが、主人公の出発点が、当時の軍艦において最下級である強制徴募兵（陸者）としてスタートする点を特徴とする。
シリーズとしては全11巻を予定していたが、著者によると15巻まで延びるとのこと。

## 主な登場人物
トマス・ペイン・キッド
イギリス内陸の街ギルフォードのカツラ職人。ある日、強制徴募隊に徴募され、無理矢理に戦列艦デューク・ウイリアム号の水兵にされてしまう。
ジョー・ボウヤー
右も左も判らないキッドに、水兵としての技術を教え込む熟練水兵。
ニコラス・レンジ
キッドの友人。伯爵家の長男。囲い込みにより領民が自殺してしまい、自らに科した罰として水兵に身をやつして生きている。
ネッド・ダウド
トップ台員。
トウビー・スターク
砲手長。熟練の下士官。
ドゴ
熟練水兵。
シシリア
キッドの妹。

## 作品一覧
| 1. Kydd （2001年） 2. Artemis （2002年） 3. Seaflower （2003年） 4. Mutiny （2004年） 5. Quarterdeck （2005年） 6. Tenacious （2005年） 7. Command （2006年） 8. The Admiral's Daughter （2007年） 9. Treachery （2008年） 10. Invasion （2009年） 11. Victory （2010年） 12. Conquest （2011年） 13. Betrayal （2012年） 14. Caribbee （2013年） 15. Pasha （2014年） 16. Tyger （2015年） - 以上英語版 | 1. 『風雲の出帆』 ISBN 978-4150410001 （2002年1月） 2. 『蒼海に舵をとれ』 ISBN 978-4150410438 （2003年8月） 3. 『快速カッター発進』 ISBN 978-4150410681 （2004年9月） 4. 『愛国の旗を掲げろ』 ISBN 978-4150410971 （2005年10月） 5. 『新任海尉、出航せよ』 ISBN 978-4150411213 （2006年7月） 6. 『ナポレオン艦隊追撃』 ISBN 978-4150411664 （2008年3月） 7. 『新艦長・孤高の海路』 ISBN 978-4-15-041185-5 （2009年4月） 8. 『謎の私掠船を追え』 ISBN 978-4-15-041263-0 （2012年7月） 9. 『ノルマンディ沖の陰謀』 ISBN 978-4-15-041302-6 （2014年3月） - 以上ハヤカワ文庫版 |